# FC Bayern München AG
Die FC Bayern München AG ist ein deutsches Fußballunternehmen, das insbesondere die professionelle Fußballabteilung des FC Bayern München betreibt. Es wurde 2001 vom Hauptaktionär FC Bayern München e. V. gegründet. Weitere Aktionäre sind die Unternehmen Audi, Adidas und Allianz SE. Ihr Vorstandsvorsitzender ist seit 27. Mai 2023 Jan-Christian Dreesen, Aufsichtsratsvorsitzender ist seit dem 9. Dezember 2019 Herbert Hainer. Ihre Aktien werden nicht an der Börse gehandelt.
Die AG ist untergliedert in das Geschäftsfeld Fußball, welches die Unterhaltung und Vermarktung der Fußballmannschaften („Sportveranstaltung/Vermarktung/Sponsoring“) sowie der Marke des FC Bayern („Merchandising/Lizenzen“) umfasst, und das Geschäftsfeld Allianz Arena, das durch die drei hundertprozentigen Tochterunternehmen Allianz Arena München Stadion GmbH, Allianz Arena Payment GmbH und Arena Stadion Beteiligungs GmbH & Co. KG abgedeckt wird. Den Hauptanteil zum Konzernumsatz erbringt der Bereich Fußball; er lag 2011/12 bei 89 %. Der FC Bayern gilt als einer der finanziell gesündesten Fußballclubs der Welt, da er eine sehr geringe Nettoverschuldung aufweist und dazu über Jahre hinweg profitabel wirtschaftet.
Das Geschäftsjahr der FC Bayern München AG beginnt jeweils am 1. Juli und endet am 30. Juni des Folgejahres und entspricht somit einer Fußballsaison.

## Gründung
Im Februar 2002 wurde ein Teil der Fußballabteilung des Stammvereins FC Bayern München e. V. in die FC Bayern München AG ausgegliedert, um professionelle Strukturen zu schaffen und ein neues Stadion finanzieren zu können. Formell hatten die Vereinsmitglieder eine Umwandlung in eine Kapitalgesellschaft bereits 1996 abgesegnet. Sie entstand durch eine formwechselnde Umwandlung der F.C. Bayern Sport – Werbe GmbH, die 1992 gegründet und mit der Umwandlung 2001 aufgelöst worden war.
Die AG ist seit dem 21. Dezember 2001 im Handelsregister des Amtsgerichts München unter HRB 140475 eingetragen. Unter ihrer Verantwortung stehen seit dem 14. Februar 2002 die professionelle Männermannschaft aus der Bundesliga sowie die Amateurmannschaft, die A- und B-Junioren, die Frauenfußball-Abteilung und der für die Organisation dieser Mannschaften notwendige Geschäftsbetrieb. Im FC Bayern München e. V. bleiben dagegen die Abteilungen Basketball, Handball, Schach, Schiedsrichter, Seniorenfußball, Sportkegeln und Tischtennis zusammengefasst. Der wirtschaftliche Geschäftsbetrieb der Basketball-Abteilung ist ihrerseits in eine eigene GmbH ausgegliedert.
Eine externe Zusammenarbeit mit der Telekom Deutschland existierte in Form des Mobilfunktarifes FC Bayern Mobil bis 2024, welches sich explizit an Vereinsmitglieder als Merchandise richtete.

## Grundkapital und Anteilseigner

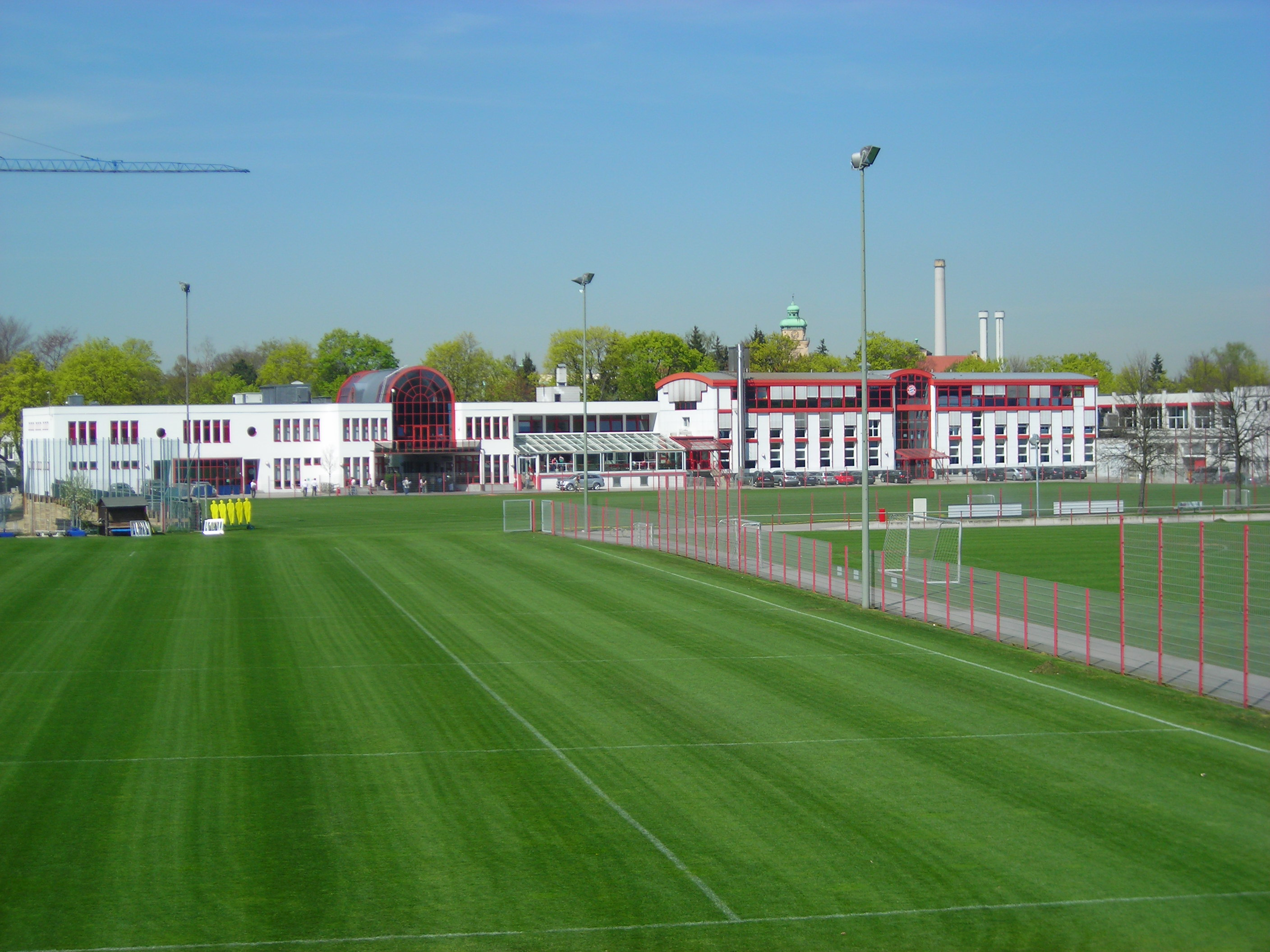
Vereinsgelände an der Säbener Straße

Das Grundkapital der AG betrug bis 2010 25 Mio. Euro und wurde zu 90 Prozent vom Verein und zu 10 Prozent von Adidas gehalten. Adidas bezahlte im Jahre 2002 für den damals 10-prozentigen Anteil an der Aktiengesellschaft knapp 77 Mio. Euro. Zwischen März 2010 und Juni 2011 erwarb die Audi AG in drei Schritten Aktien im Wert von 90 Mio. Euro vom Verein. Dies war verbunden mit einer Kapitalerhöhung um insgesamt 2,5 Mio. auf 27,5 Mio. Euro. Am 11. Februar 2014 erwarb die Allianz SE für 110 Mio. Euro 8,33 Prozent an der AG, wodurch das Grundkapital auf 30 Mio. Euro stieg. Durch die Kapitalerhöhung beträgt der Anteil aller Partner seither je 8,33 Prozent. Aus den Kaufbeträgen geht hervor, dass Adidas pro 1 Prozent der Anteile rund 9,2 Mio. Euro bezahlte. Audi dagegen zahlte umgerechnet bereits ca. 10,8 Mio. Euro und die Allianz sogar rund 13,2 Mio. Euro pro 1-%-Anteil. Diese Preissteigerung lässt sich durch den steilen Wertanstieg der Marke FC Bayern erklären. Die kumulierten Anteile der drei Fremdinvestoren betragen 25 Prozent der FC Bayern München AG und liegen somit unterhalb der Sperrminorität, wodurch sich der FC Bayern gegen eine zu hohe Einflussnahme der Investoren abgesichert hat.
Die aktuellen Anteilseigner sind somit:
| Anteilseigner           | Aktien (in Mio.) | Anteil  |
| ----------------------- | ---------------- | ------- |
| FC Bayern München e. V. | 22,5             | 75 %    |
| Adidas AG               | 2,5              | 8 1⁄3 % |
| Allianz SE              | 2,5              | 8 1⁄3 % |
| Audi AG                 | 2,5              | 8 1⁄3 % |
| Summe                   | 30,0             | 100 %   |

## Stadion-Tochtergesellschaft

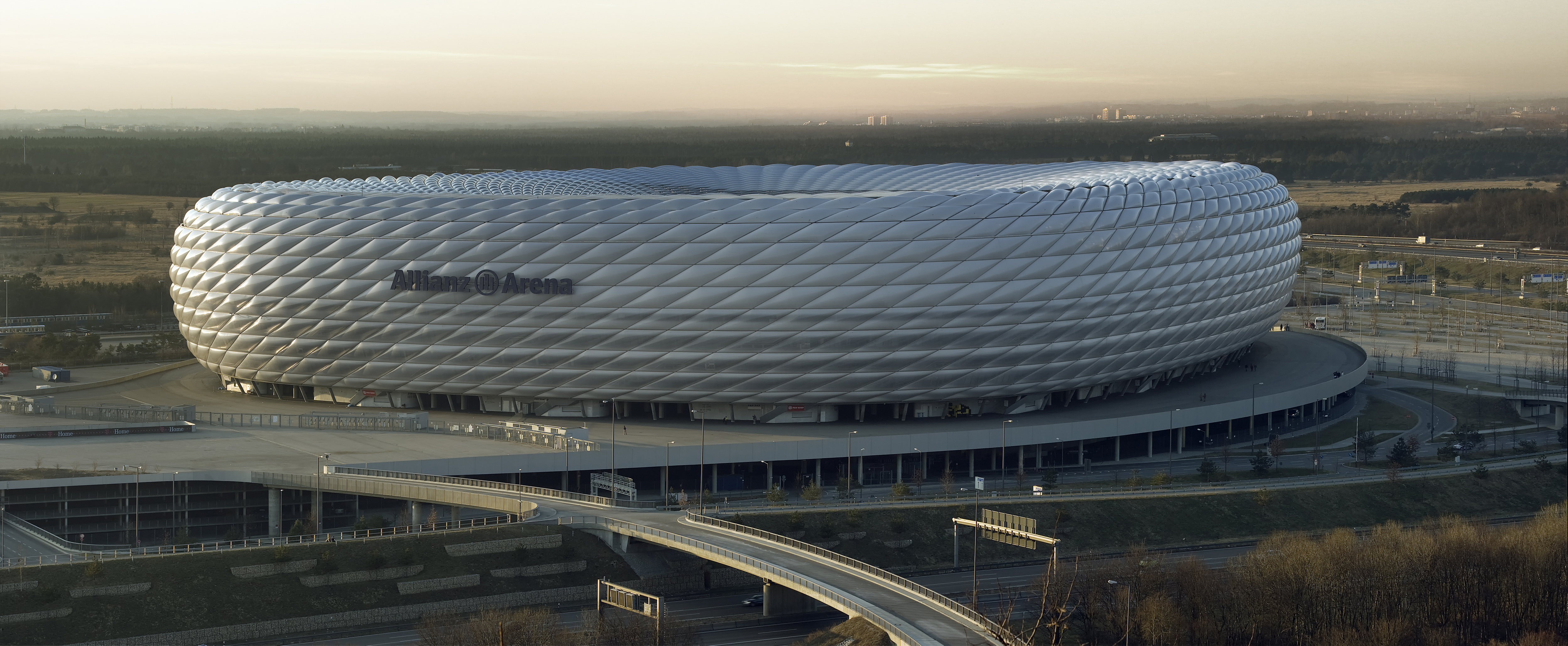
Die Allianz Arena (von Osten aus gesehen)

Neben dem Betrieb der Fußball-Mannschaften ist die FC Bayern München AG auch alleinige Anteilseignerin der Allianz Arena München Stadion GmbH, die die Allianz Arena im Norden der Stadt bauen ließ. Bis zum 27. April 2006 war an dieser GmbH auch die TSV München von 1860 GmbH & Co. KGaA mit 50 Prozent beteiligt; sie verkaufte diesen Anteil aufgrund von Finanzproblemen für 11 Millionen Euro an die FC Bayern München AG.
Als Betreiber fungiert die eigens für diesen Zweck gegründete Arena One GmbH, die seit Ende 2013 eine hundertprozentige Tochter des österreichischen Catering-Unternehmens Do & Co ist.

## Führungsstruktur

### Vorstand
- Vorstandsvorsitzender: Jan-Christian Dreesen
- Stellvertretender Vorstandsvorsitzender und Finanzvorstand: Michael Diederich
- Sportvorstand: Max Eberl[13]

### Aufsichtsrat
Die Aufsichtsräte sind:
- Vorsitzender: Herbert Hainer (ehemaliger Vorstandsvorsitzender der adidas AG, Präsident des FC Bayern München e. V.)
- Stellvertretender Vorsitzender: Gernot Döllner (Vorstandsvorsitzender der Audi AG)
- Stellvertretender Vorsitzender: Jan Heinemann (General Counsel & Chief Compliance Officer der adidas AG)
- Stellvertretender Vorsitzender: Werner Zedelius (ehemaliges Mitglied des Vorstands der Allianz SE)
- Uli Hoeneß (ehemaliger Präsident, jetzt Ehrenpräsident des FC Bayern München e. V., ehemaliger Aufsichtsratsvorsitzender)
- Thorsten Langheim (Mitglied des Vorstands der Deutsche Telekom AG)
- Dieter Mayer (Notar; 1. Vizepräsident des FC Bayern München e. V.)
- Edmund Stoiber (Ministerpräsident a. D. des Freistaates Bayern, Vorsitzender des Verwaltungsbeirats des FC Bayern München e. V.)
- Karl-Heinz Rummenigge (ehemaliger Vorstandsvorsitzender der FC Bayern München AG)

Ehemalige Aufsichtsräte waren unter anderem:
- Franz Beckenbauer (ehemaliger Präsident und Ehrenpräsident des FC Bayern München e. V.), Aufsichtsrats-Vorsitzender von 2002 bis 2010
- Herbert Diess (ehemaliger Vorstandsvorsitzender der Volkswagen AG)
- Karl Hopfner (ehemaliger Präsident des FC Bayern München e. V.), Aufsichtsrats-Vorsitzender von 2014 bis 2017
- Karl-Gerhard Eick (ehemaliger Vorstandsvorsitzender der Arcandor AG)
- Herbert Henzler (Unternehmensberater)
- Timotheus Höttges (Vorstandsvorsitzender Deutsche Telekom AG)
- Helmut Markwort (Herausgeber des Focus / Vorstand Hubert Burda Media Holding GmbH & Co KG)
- Eckhart Müller-Heydenreich (Rechtsanwalt, ehem. Vorsitzender des Verwaltungsbeirats des FC Bayern München e. V.)
- Dieter Rampl (ehemaliger Vorsitzender des Verwaltungsrates der UniCredit Group)
- Markus Rieß (ehemaliger Vorstandsvorsitzender der Allianz AG, heute Vorstandsvorsitzender der ERGO Group)
- Fritz Scherer (ehemaliger Präsident und Vizepräsident, jetzt Ehren-Vizepräsident des FC Bayern München e. V.)
- Rupert Stadler (ehemaliger Vorstandsvorsitzender der Audi AG)
- Theodor Weimer (Vorstandsvorsitzender der Deutsche Börse AG)
- Martin Winterkorn (ehemaliger Vorstandsvorsitzender der Volkswagen AG)

## Kennzahlen
Ab dem Geschäftsjahr 2005/2006 ist das Ergebnis inklusive der Tochterunternehmen Allianz Arena München Stadion GmbH und Allianz Arena Payment GmbH.
| Geschäftsjahr | Umsatz in Mio. Euro | Jahresergebnis 1 in Mio. Euro |
| ------------- | ------------------- | ----------------------------- |
| 1998/1999     | 127,7               | 12,3                          |
| 1999/2000     | 144,7               | 8,7                           |
| 2000/2001     | 173,2               | 16,5                          |
| 2001/2002     | 176,0               | 9,8                           |
| 2002/2003     | 162,7               | 0,4                           |
| 2003/2004     | 166,3               | −3,4                          |
| 2004/2005     | 189,5               | 6,6                           |
| 2005/2006     | 217,5               | 4,8                           |
| 2006/2007     | 267,4               | 15,8                          |
| 2007/2008     | 328,4               | 2,1                           |
| 2008/2009     | 303,8               | 2,5                           |
| 2009/2010     | 350,2               | 2,9                           |
| 2010/2011     | 328,5               | 1,3                           |
| 2011/2012     | 373,4               | 11,1                          |
| 2012/2013     | 432,8               | 14,0                          |
| 2013/2014     | 528,7               | 16,5                          |
| 2014/2015     | 523,7               | 23,8                          |
| 2015/2016     | 626,8               | 30,0                          |
| 2016/2017     | 640,5               | 39,2                          |
| 2017/2018     | 657,4               | 29,5                          |
| 2018/2019     | 750,4               | 52,5                          |
| 2019/2020     | 698,0               | 9,8                           |
| 2020/2021     | 643,9               | 1,9                           |
| 2021/2022     | 665,7               | 12,7                          |
| 2022/2023     | 854,2               | 35,7                          |